# MAKJ
MAKJ, né Mackenzie Johnson, né le 25 juin 1990 à San Luis Obispo, est un producteur de musique et disc jockey américain. Durant sa carrière, il publie de nombreux singles en tant qu'artiste solo depuis 2012, et de nombreuses collaborations avec des artistes tels que Hardwell, Lil' Jon, et M35. Depuis 2013, MAKJ joue dans de grands festivals comme l'Electric Zoo, Voodoo Experience, Coachella, et TomorrowWorld. En mars 2014, Billboard l'inscrit dans son top 10 des artistes à surveiller à l'Ultra Music Festival. Également en 2014, il est classé à la 63e place du DJ Mag Top 100. MAKJ est aussi animateur de l'émission Revolution Radio sur la chaîne de radio Clear Channel.

## Biographie
Mackenzie Johnson est né en 1990 à San Luis Obispo, en Californie. Adolescent, il vit en Chine pour suivre une carrière de coureur professionnel. À quinze ans, il s'intéresse au DJing, et s'achète à cette période une platine tourne-disques Technics 1200. À dix-sept ans, il retourne aux États-Unis et joue à divers événements dans sa ville natale.
À la fin de 2013, il part en tournée aux côtés des Bingo Players et Bassjackers. Il jouera ensuite dans de grands festivals. Depuis 2013, il joue dans des festivals comme l'Electric Zoo, Voodoo Experience (en), Coachella, TomorrowWorld, le Northern Lights Festival, l'Euphoria Festival, Webster Hall, et Ruby Skye. En mars 2014, Billboard l'inscrit dans son top 10 des artistes à surveiller à l'Ultra Music Festival. Il tourne en Europe en 2014 en organisant sa tournée Let’s Get Fucked Up, puis en Amérique du Nord avec la tournée Peyote. Également en 2014, il est classé à la 63e place du DJ Mag Top 100. En 2014, lors d'un voyage à Berlin, MAKJ provoque la polémique lorsqu'il poste une photo de lui sur Facebook le montrant debout sur le Mémorial aux Juifs assassinés d'Europe ; MAKJ s'excusera pour son action.
Durant sa carrière, il publie de nombreux singles en qu'artiste solo depuis 2012, et de nombreuses collaborations avec des artistes tels que Hardwell, Lil' Jon, et Kura. En 2013, il publie un single collaboratif avec Hardwell intitulé Countdown, un succès international, classé 28e et 41e dans les classements belges et néerlandais respectivement, et à la première place des ventes sur Beatport. Fin 2014, il fait paraître le single Generic, initialement joué à l'Ultra Festival de Miami. Bon nombre de ces singles se classent au Beatport Top 10.

## Discographie

### Singles
| Année | Titre                                             | Meilleure position | Meilleure position | Album             | Détails             |
| Année | Titre                                             | P-B.               | BEL                | Album             | Détails             |
| ----- | ------------------------------------------------- | ------------------ | ------------------ | ----------------- | ------------------- |
| 2013  | Hold Up                                           | —                  | —                  | Single uniquement | Juicy Music         |
| 2013  | Countdown (avec Hardwell)                         | 41                 | 28                 | Single uniquement | Revealed Recordings |
| 2013  | Revolution (avec M35)                             | —                  | —                  | Single uniquement | Doorn Records       |
| 2013  | Springen                                          | —                  | —                  | Single uniquement | Hysteria Records    |
| 2013  | Encore (avec Henry Fong)                          | —                  | —                  | Single uniquement | Hysteria Records    |
| 2013  | Conchy                                            | —                  | —                  | Single uniquement | Juicy Music         |
| 2014  | Derp (avec Bassjackers)                           | —                  | —                  | Single uniquement | Hysteria Records    |
| 2014  | Let's Get Fucked Up (with Lil' Jon)               | —                  | —                  | Single uniquement | Ultra Records       |
| 2014  | Generic                                           | —                  | —                  | Single uniquement | Spinnin' Records    |
| 2014  | READY! (avec Deorro)                              | —                  | —                  | Single uniquement | —                   |
| 2014  | GO (avec M35 et Showtek)                          | —                  | —                  | Single uniquement | Skink Records       |
| 2015  | Black (avec Thomas Newson)                        | —                  | —                  | Single uniquement | Protocol Recordings |
| 2015  | Ante Up (avec Deorro)                             | —                  | —                  | Single uniquement | —                   |
| 2015  | On & On (avec Kenze)                              | —                  | —                  | Single uniquement | —                   |
| 2015  | Get Whoa                                          | —                  | —                  | Single uniquement | Kenz Records        |
| 2016  | Party Till We Die (avec Timmy Trumpet)            | —                  | —                  | Single uniquement | Spinnin' Records    |
| 2017  | Knock Me Down (avec Max Styler et Elayna Boynton) | —                  | —                  | Single uniquement | Dim Mak Records     |
| 2017  | Space Jam (avec Michael Sparks et Fatman Scoop)   | —                  | —                  | Single uniquement | Spinnin' Records    |